# Wilejka (miasto)
Wilejka (biał. Вілейка) – miasto na Białorusi, w obwodzie mińskim, siedziba rejonu wilejskiego, do 1945 w Polsce, w województwie wileńskim, siedziba powiatu wilejskiego.
Wilejka leży nad Wilią, na historycznej Wileńszczyźnie.
Siedziba prawosławnego dekanatu wilejskiego i trzech parafii wchodzących w jego skład, a także rzymskokatolickiego dekanatu wilejskiego i należącej do niego parafii pw. Podwyższenia Krzyża Świętego.

## Demografia
- 1861 – 2931[6]
- 1880 – 3450[6]
- 1897 – 3560[6]
- 1921 – 3417[7]
- 1931 – 5533[8]
- 1939 – 7500[6]
- 1959 – 8200[6]
- 1965 – 10800[6]
- 1970 – 12200[6]
- 1989 – 25000[6]
- 1993 – 29100[6]
- 2006 – 29100
- 2007 – 28800
- 2009 – 28362
- 2010 – 26836[9]
- 2011 – 26736
- 2012 – 26797
- 2013 – 26707
- 2016 – 26831
- 2017 – 26751[10]
- 2018 – 26760[1]

## Historia
Pierwsze wzmianki o miejscowości pochodzą z 1599. Wilejka otrzymała prawa miejskie w 1795. Po III rozbiorze Polski znalazła się w zaborze rosyjskim. 13 października 1920 zajęta przez 2 DP Legionów. W okresie międzywojennym ponownie znajdowała się w granicach Polski. W Wilejce siedzibę swą miał powiat oraz wiejska gmina Wilejka. Do 17 września 1939 mieściło się w mieście dowództwo pułku KOP „Wilejka”, batalion KOP „Wilejka” i placówka wywiadowcza KOP nr 4.

Wilejka za czasów II Rzeczypospolitej:
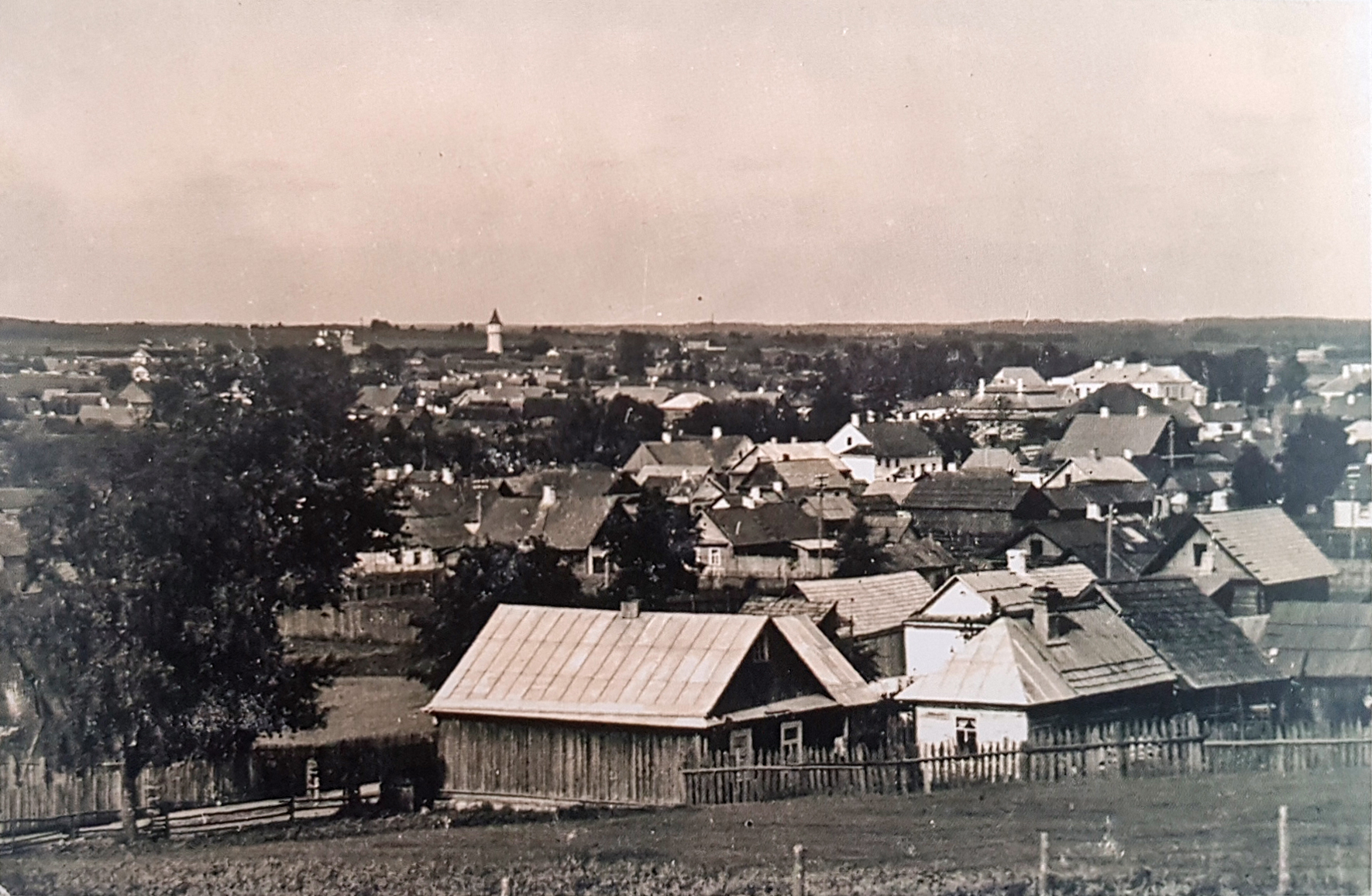
Panorama miasta
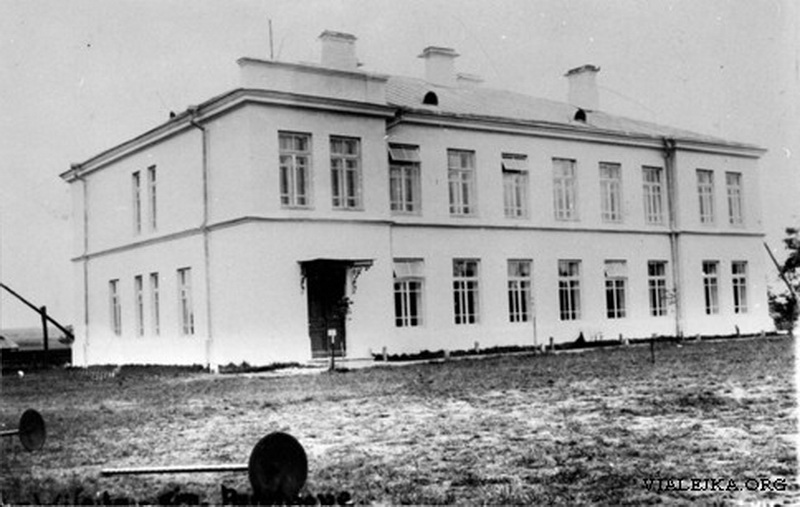
Gimnazjum im. Henryka Sienkiewicza
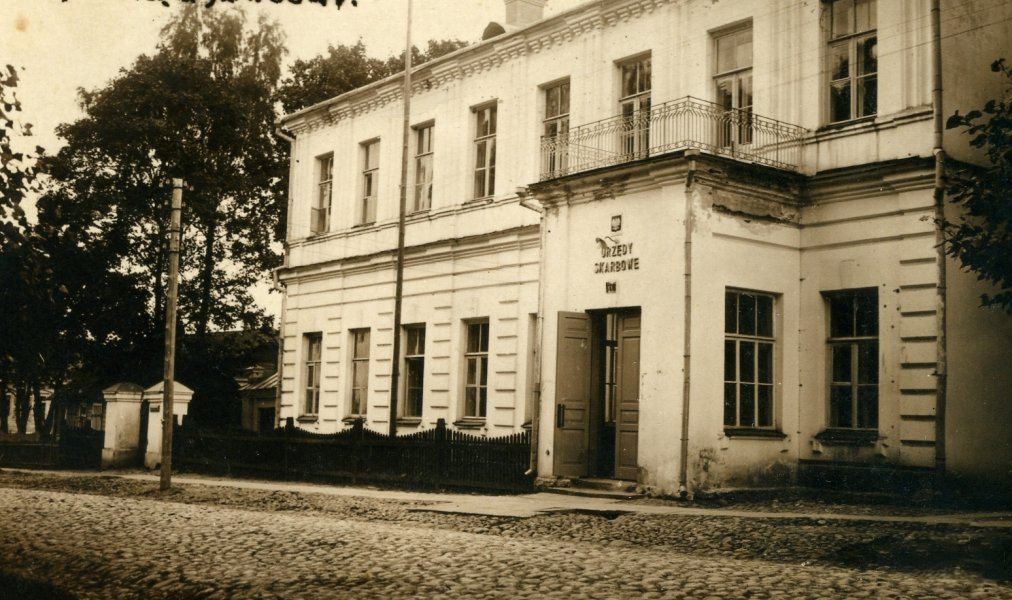
Urząd Skarbowy
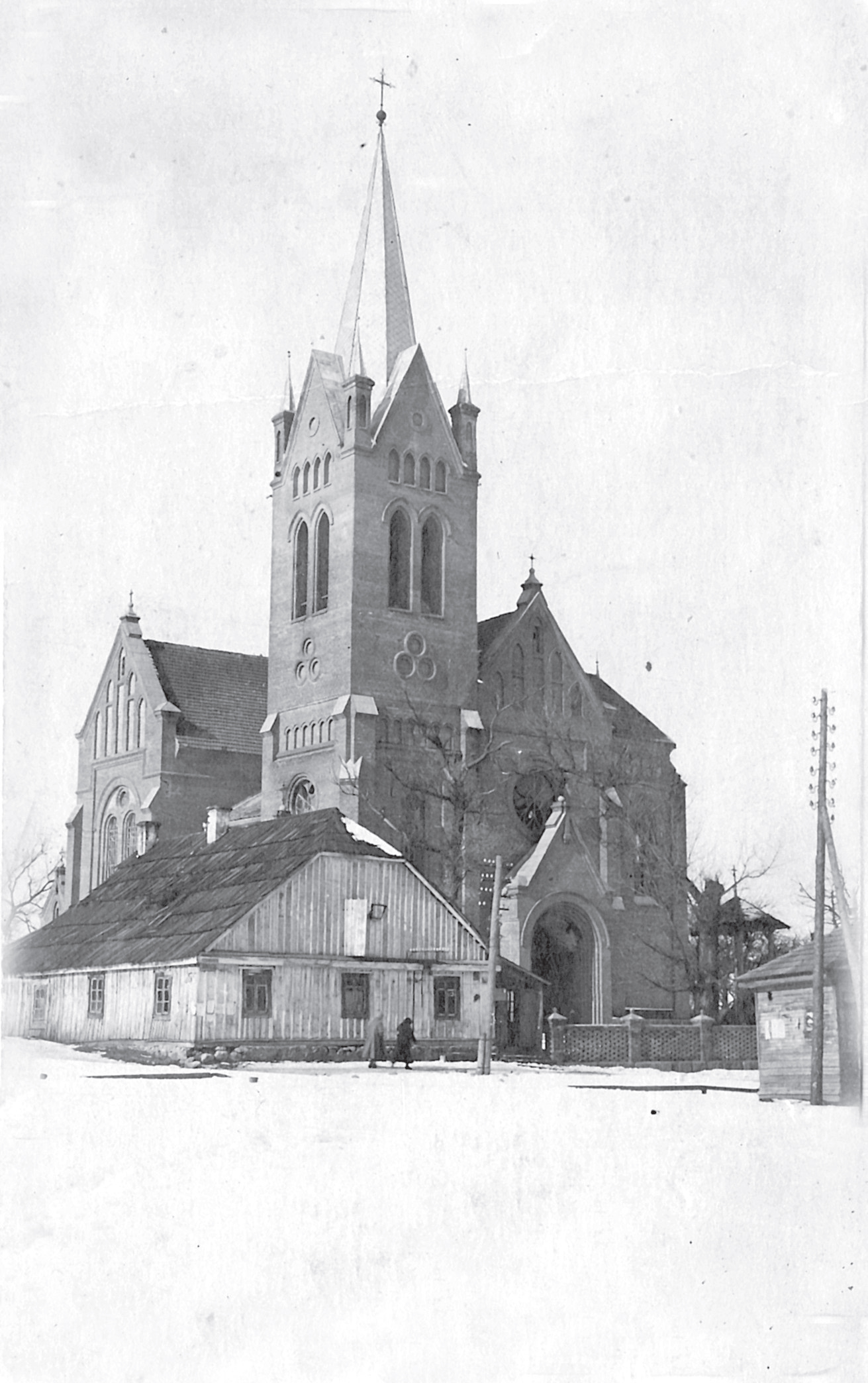
Kościół Podwyższenia Krzyża Świętego
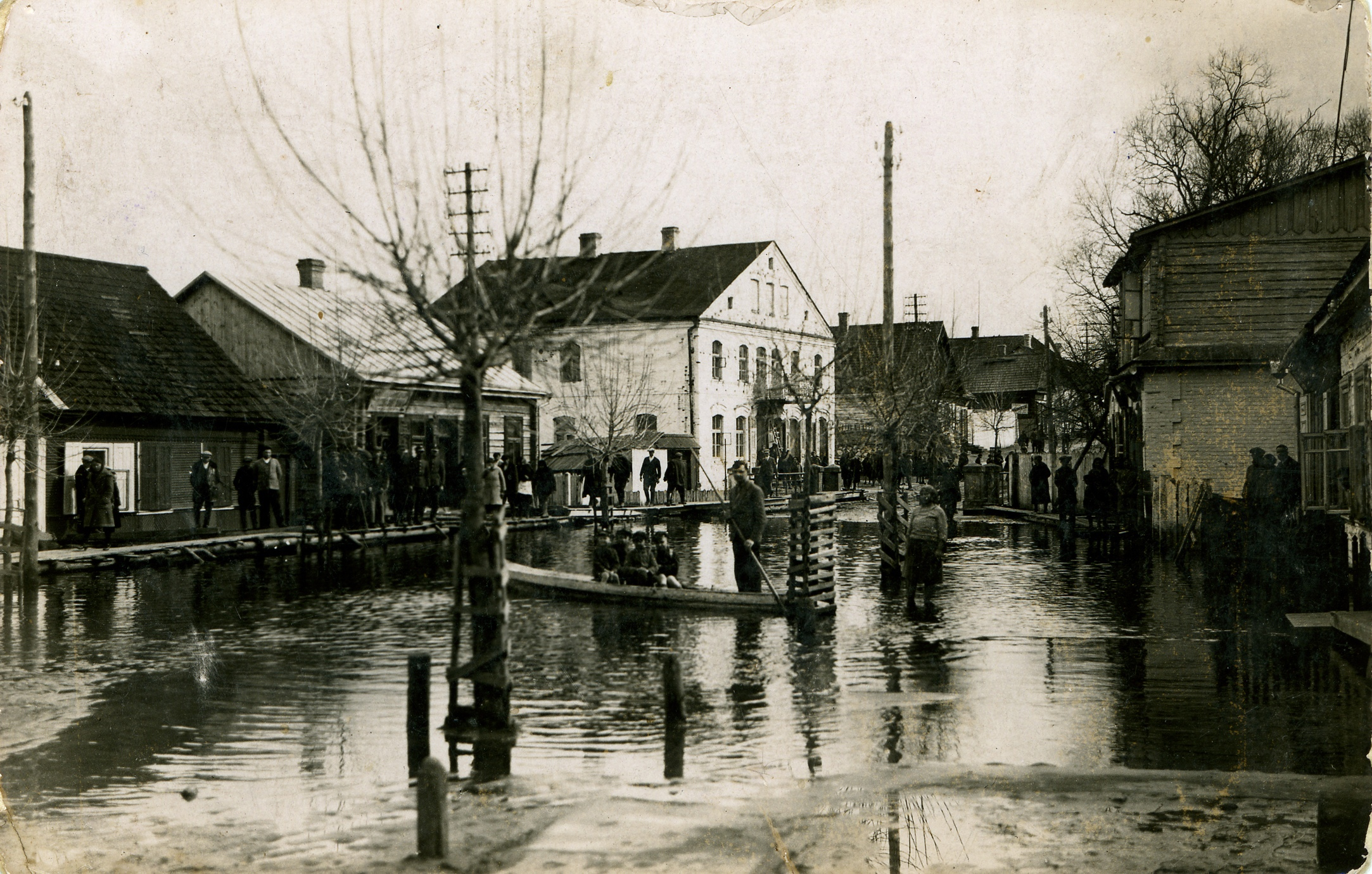
Powódź w 1930

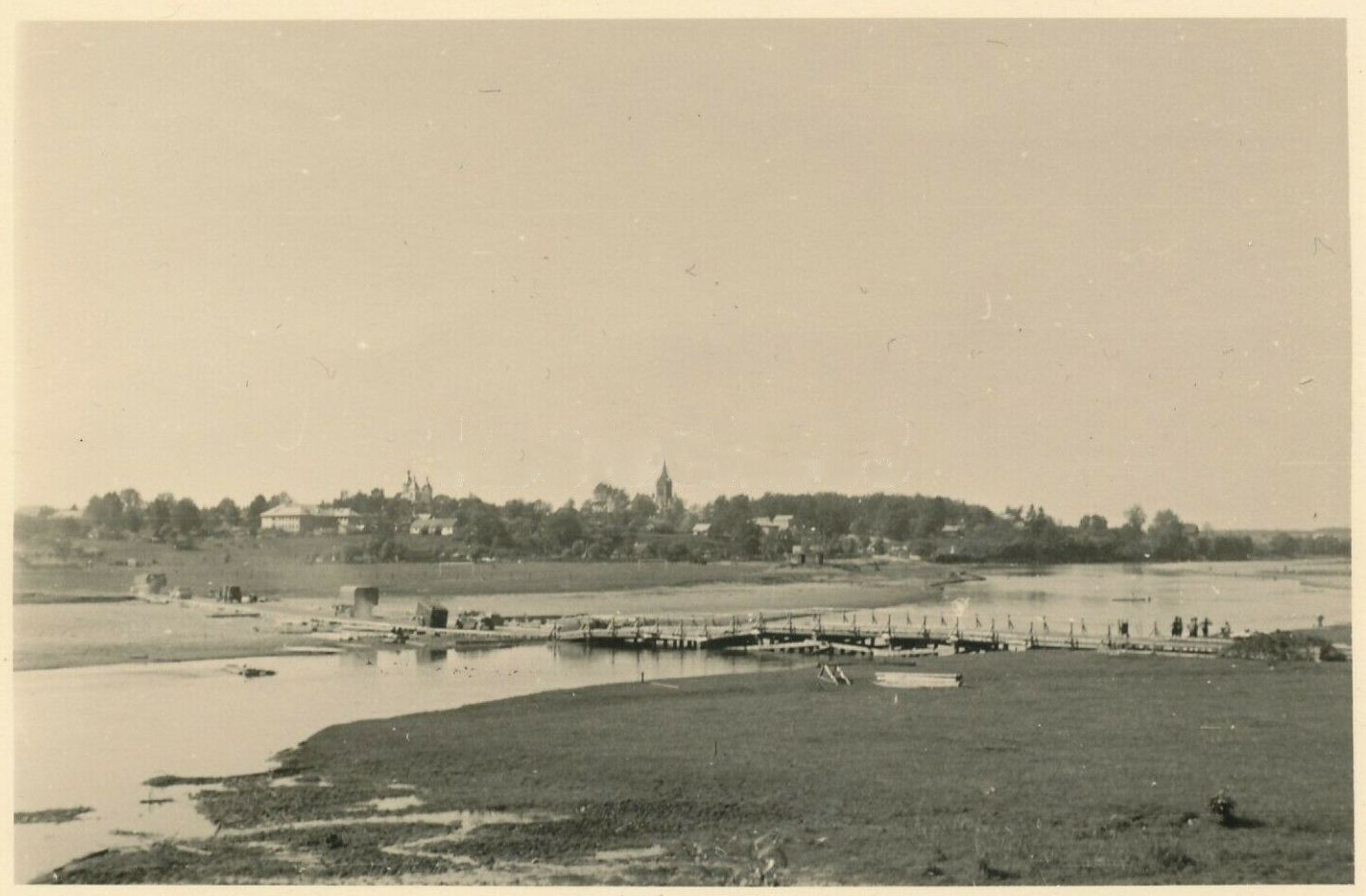
Wilejka w 1941

Od września 1939 roku do czerwca 1941 roku miasto znajdowało się pod sowiecką okupacją. W miejscowym więzieniu NKWD przeprowadzało liczne egzekucje. Po rozpoczęciu niemieckiej inwazji ZSRR większość więźniów pognano pieszo do Borysowa, mordując po drodze od 500 do 800 osób. W latach 1941–1944 Wilejka znajdowała się pod niemiecką okupacją.
Podczas okupacji hitlerowskiej, w lecie 1941 roku Niemcy utworzyli getto dla żydowskich mieszkańców. Przebywało w nim około 1500 osób. W czerwcu 1944 roku Niemcy zlikwidowali getto, a Żydów zamordowali.
W latach 1945–1991 należała do Białoruskiej SRR.
Znajduje się tu Centrum Łączności Marynarki Wojennej, podległe dowództwu Floty Bałtyckiej Federacji Rosyjskiej (54°27′50″N 26°46′40″E/54,463889 26,777778)
Przemysł spożywczy, metalowy, mineralny, meblarski; węzeł drogowy.

## Zabytki
- Kościół Podwyższenia Krzyża Świętego (1906-13)
- Cerkiew św. Marii Egipcjanki (1865)
- Cmentarz katolicki
- Kwatera polskich żołnierzy poległych w wojnie polsko-bolszewickiej, 234 mogiły; kwatera 20 funkcjonariuszy Policji Państwowej. Pomnik odsłonięty 23 czerwca 1930 roku przez prezydenta Ignacego Mościckiego[14][15]
- Cmentarz żydowski

### Nieistniejące
- Synagoga Wielka (1884)
- Kościół Podwyższenia Krzyża Świętego/Cerkiew św. Jerzego (1862)[16]

## Gospodarka
W mieście rozwinął się przemysł drzewny, materiałów budowlanych oraz lekki.

## Media
- Tygodnik Rehijanalnaja Hazieta (ukazuje się w Mołodecznie) ze stroną internetową www.rh.by

## Parafia rzymskokatolicka
Parafia jest siedzibą dekanatu wilejskiego archidiecezji mińsko-mohylewskiej. Pierwsza drewniana kaplica w Wilejce spłonęła w 1810 r. W 1862 r. rozpoczęto budowę kościoła, który po powstaniu styczniowym przekształcono w cerkiew. Obecny kościół wybudowano w latach 1906–1913. Po II wojnie światowej świątynię zamknięto i przekształcono w magazyn. W 1990 r. została zwrócona wiernym.

## Ludzie związani z miastem
- Natalla Arsienniewa – białoruska poetka, dramaturg i tłumaczka, emigracyjna działaczka kulturalno-oświatowa,
- Józef Gawrylik – białoruski działacz polityczny lewicy, poseł na Sejm II RP,
- Maria Górska-Zajączkowska – polska biolog, związana z Ogrodem Botanicznym w Poznaniu,
- Uładzimir Hłod – białoruski dziennikarz, członek opozycyjnej Zjednoczonej Partii Obywatelskiej,
- Iwan Litwinowicz – białoruski gimnastyk, mistrz olimpijski w skokach na trampolinie,
- Rascisłau Łapicki – białoruski działacz antysowiecki, twórca podziemnego ugrupowania na Ziemi Miadziolskiej i Smorgońskiej,
- Zygmunt Młot-Przepałkowski – polski urzędnik administracji państwowej, rotmistrz kawalerii Wojska Polskiego,
- Ewa Maria Ostrowska – polska pisarka i dziennikarka,
- Władysław Strzemiński oraz Katarzyna Kobro – polscy artyści konstruktywistyczni, mieszkali w Wilejce 1923–1924 oraz 1939–1940[19].
- Aleksander Własow – białoruski działacz narodowy, polityk, senator II RP.

## Galeria

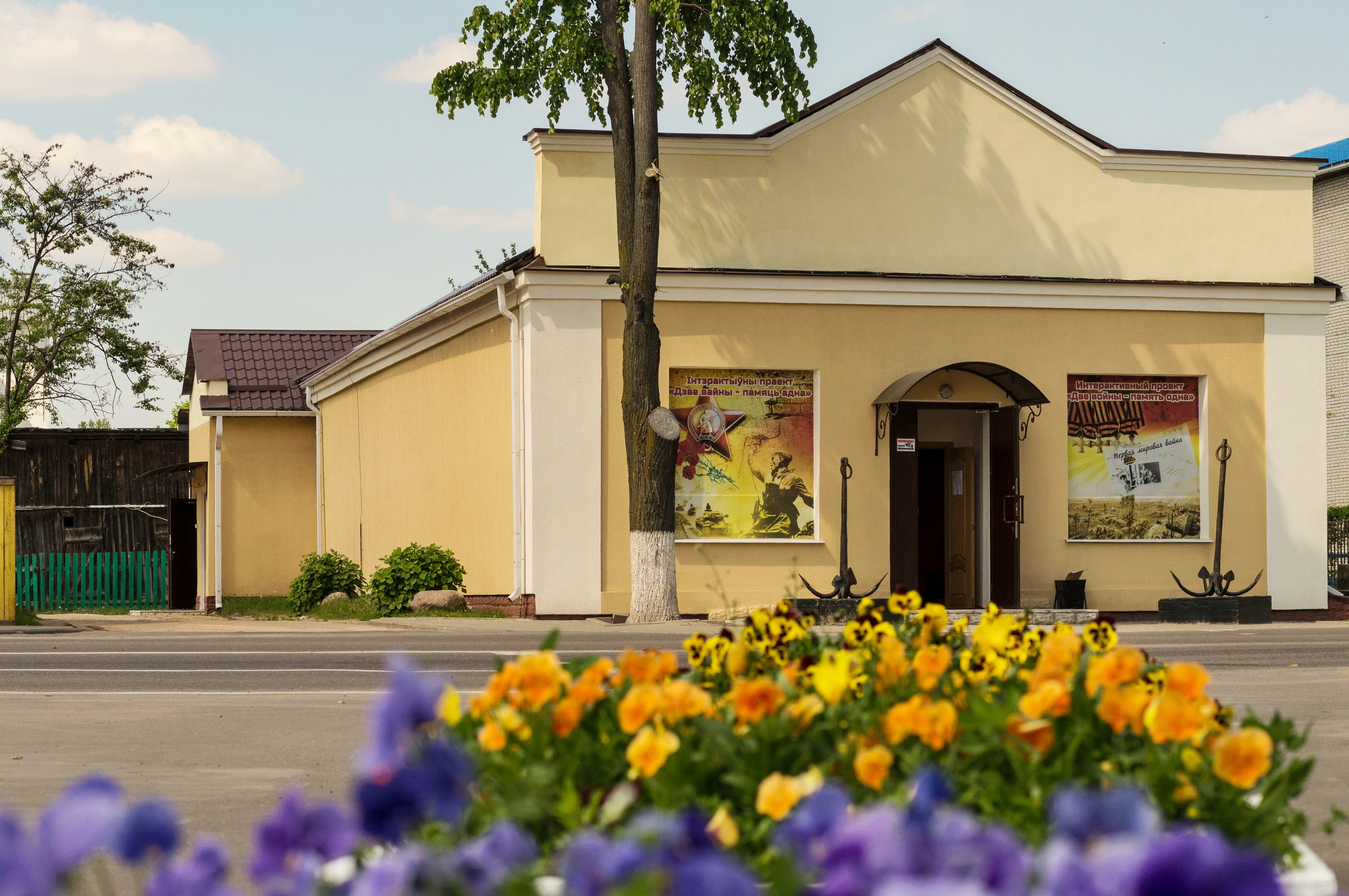
Muzeum lokalne
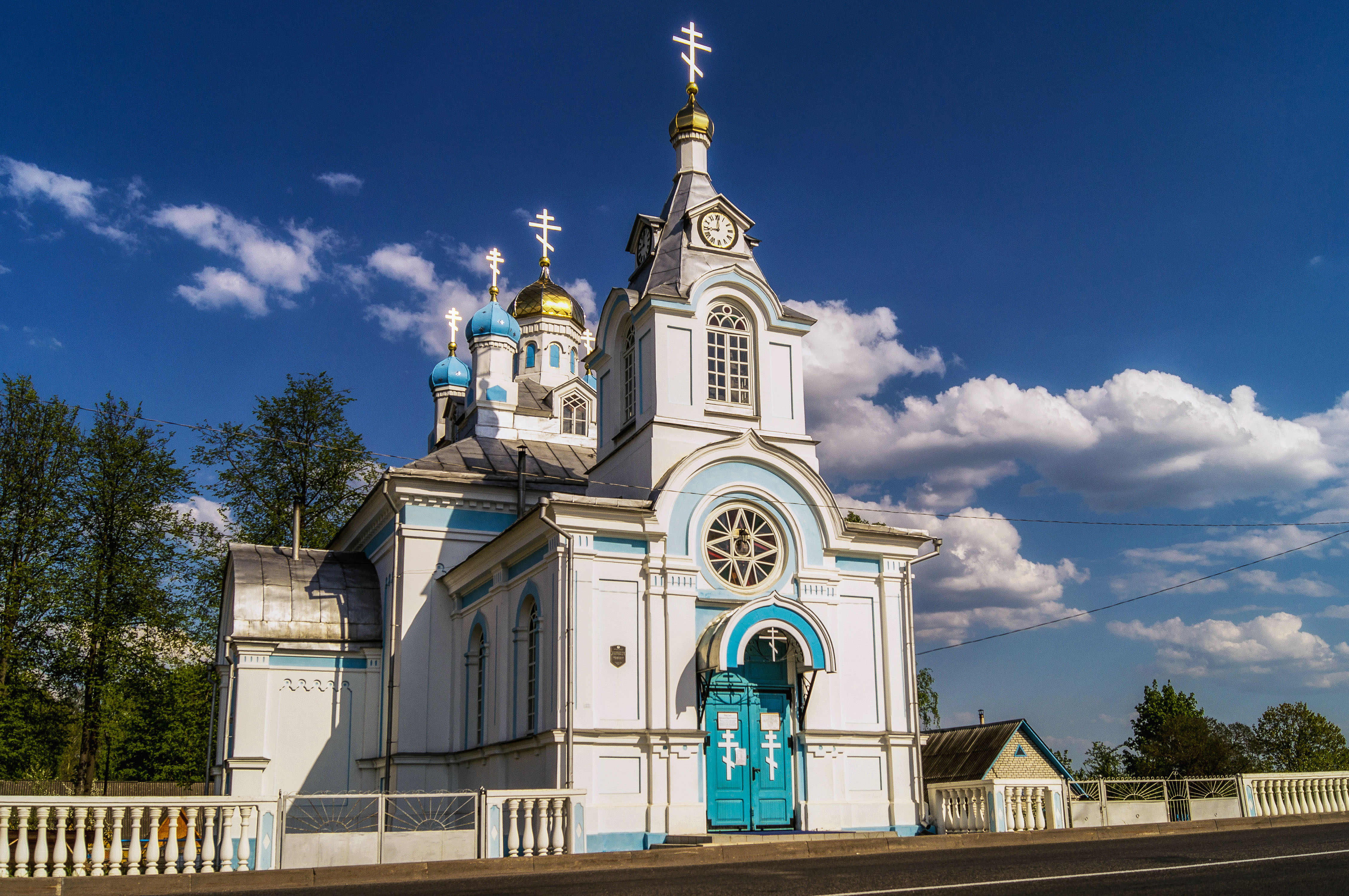
Cerkiew pw. św. Marii Egipcjanki
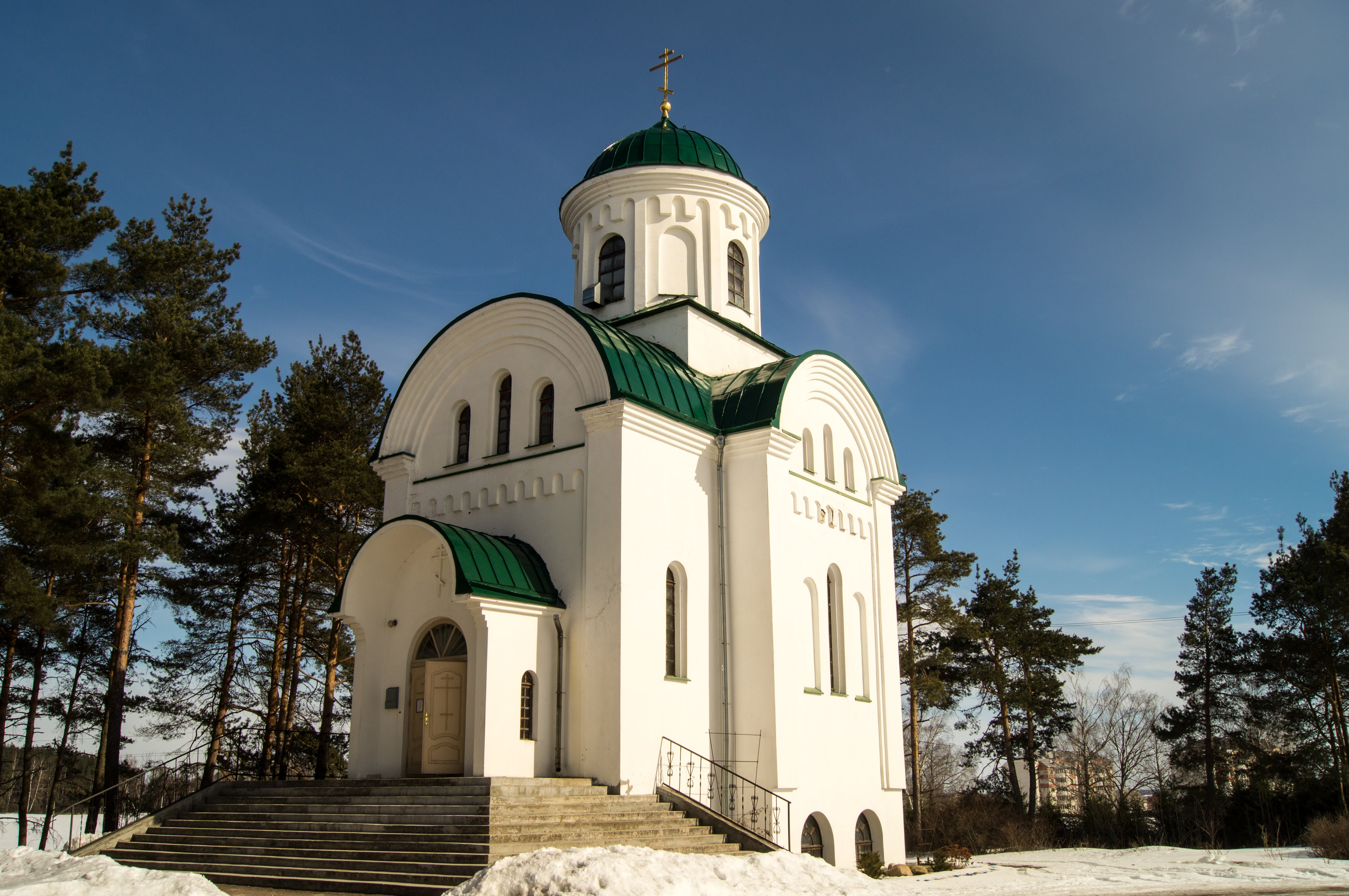
Cerkiew pw. św. Patriarchy Moskiewskiego Tichona
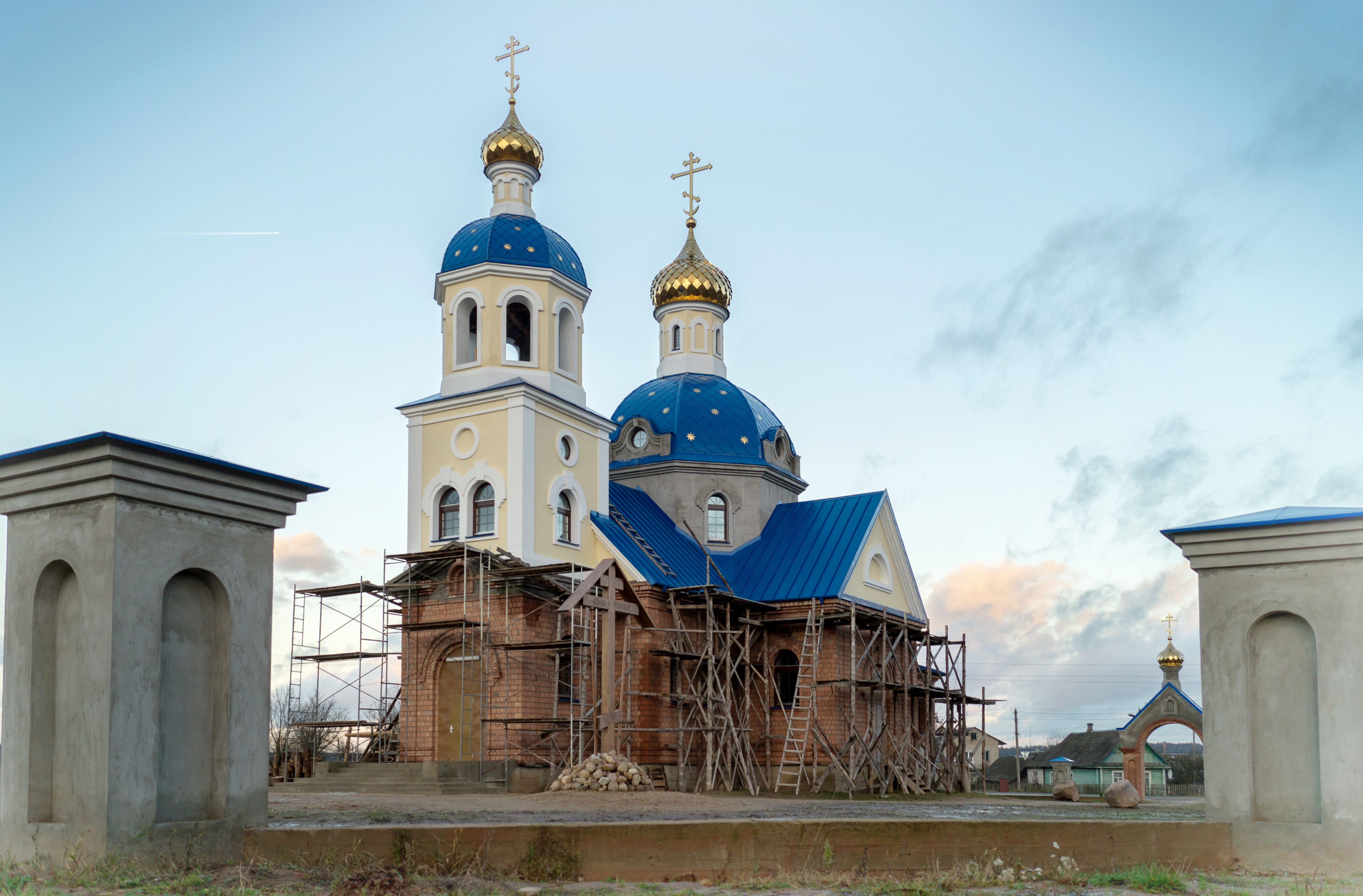
Cerkiew pw. Opieki Matki Bożej
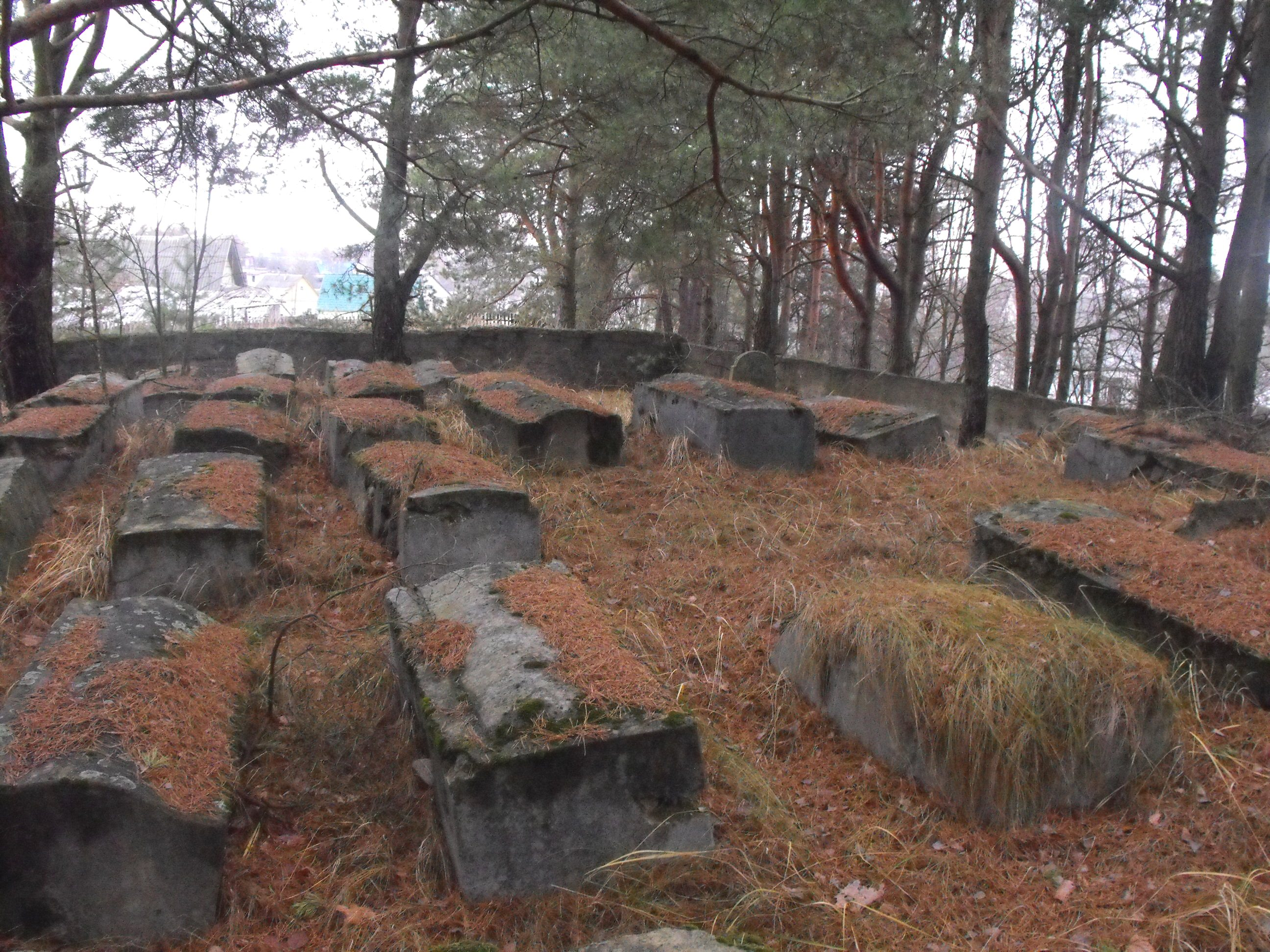
Cmentarz żydowski w Wilejce
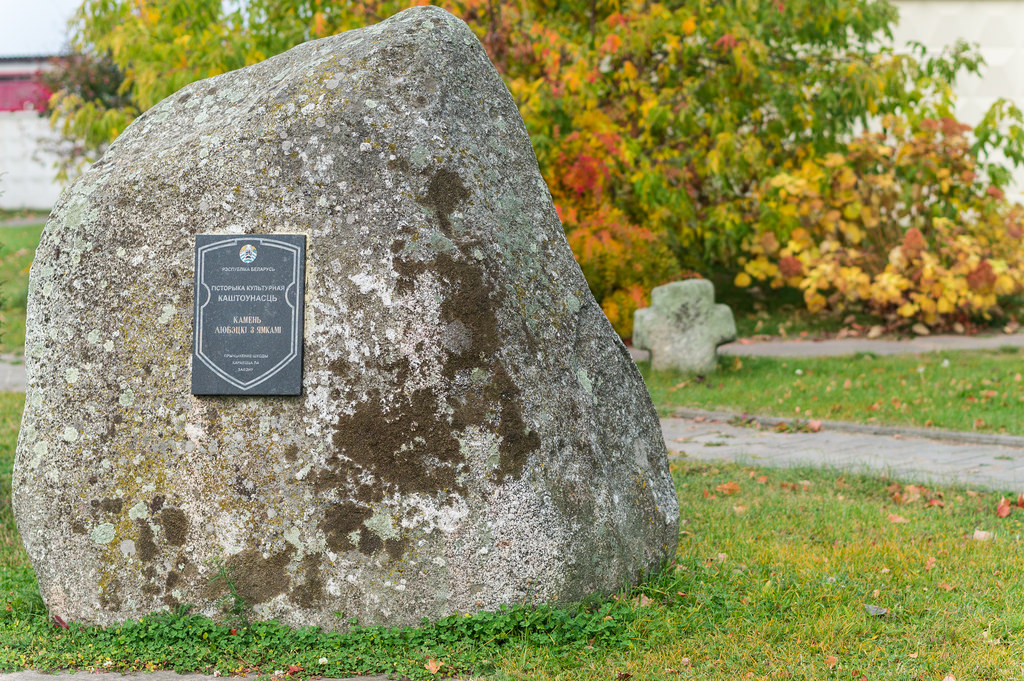
Kamień Lubecki

## Miasta partnerskie
- Możajsk
- Willmar